# Tuberofera
Tuberofera is een geslacht van rechtvleugeligen uit de familie veldsprinkhanen (Acrididae). De wetenschappelijke naam van dit geslacht is voor het eerst geldig gepubliceerd in 1930 door Willemse.

## Soorten
Het geslacht Tuberofera  is monotypisch en omvat slechts de volgende soort:
- Tuberofera cyanoptera (Willemse, 1930)